# Бронзова доба на території України
Бронзова доба на території України на сучасному етапі може датуватись ІІІ — кінцем II тис. до н. е. Останнє вказує на більш рівномірне входження стародавніх племен України до бронзової доби разом з іншим стародавнім населенням Передньої Азії, Кавказу та Східного Середземномор'я. На півдні України бронзова доба змінюється кіммерійсько-скіфським періодом ранньої залізної доби.
Бронза є першим штучним металом: вона являє собою сплав міді й олова (інколи олово замінювали стибієм або арсеном). Бронза витіснила мідь, бо знаряддя з неї були твердішими за мідні. Перевага бронзи над міддю полягає також у значно нижчій температурі плавлення. Температура плавлення бронзи становить 800—900°C, а міді — понад 1000 °C.

## Виникнення бронзоливарного виробництва
Бронзу плавили в печах — горнах, у невеликих гостродонних товстостінних глиняних тиглях.
На території України досліджено багато майстерень, де виготовляли бронзові речі. Наприклад, на площі такої майстерні біля с. Волоське в Надпоріжжі знайдено близько 70 кам'яних і глиняних матриць для виготовлення 17 предметів — серпів, ножів, сокир-кельтів і кинджалів. Багато подібних майстерень досліджено у Причорномор'ї. Одну таку пам'ятку розкопано поблизу с. Острівець Івано-Франківської області.
Про значний розвиток бронзоливарного виробництва та посилення обміну між племенами свідчить також велика кількість скарбів бронзових виробів, знайдених, зокрема, у Причорномор'ї і Закарпатті. До їх складу найчастіше входять щойно виготовлені бронзові речі ще без слідів використання, а також зливки металу. Досить цікавими ї багатими були, наприклад, Бориславський з нижнього Подніпров'я) та Інгульський (с. Антонівка Привільнянського району Миколаївської області) скарби. Останній містив понад 50 серпів, 13 сокир-кельтів, два кинджали, кілька прикрас, а також 20 зливків бронзи загальною вагою близько 11 кг. На думку спеціалістів, Північне Причорномор'я за кількістю відкритих металургійних майстерень з численними матрицями періоду міді-бронзи не має собі рівних.
Мідь, що була основною складовою частиною бронзи, плавили з руди, добували в копальнях басейну р. Бахмут (притоки Сіверського Дінця) поблизу нинішнього м. Бахмут Донецької області. Біля сіл Мідна Руда, Климівка, Пилипчатине та інших дотепер на поверхні збереглися котловани глибиною до 2-3 м, звідки була вибрана мідна руда, представлена тут мідистими пісковиками. У високих відвалах породи, що лежать навколо котлованів, знаходять сліди поселень бронзової доби та рештки мідеплавильних печей (дослідження С. Й. Татаринова). 
Слід зазначити, що на території України запаси сировини для виплавки бронзи були дуже обмеженими і тому важливими постачальниками сировини були міднорудні центри Балканнського півострова, Прикарпаття, Кавказ, Урал, звідки метал надходив до Східної Європи.
Бронзові знаряддя праці в житті населення відігравали досить помітну роль, але вони не могли повністю витиснути з ужитку кам'яні вироби. Поряд з бронзовими серпами, вістрями до списів досить широко використовувались і крем'яні знаряддя цього типу. З каменю виготовлялися також бойові сокири-молоти, зернотертки, прикраси тощо.

## Господарство у бронзову добу
У бронзовій добі тривало поглиблення першого суспільного поділу праці. У степових племен посилюється роль кочового скотарства. Первісні пастухи поступово освоюють усі пасовиська, у тому числі і на плато, розміщених досить далеко від долин великих рік. Люди в цей час, мабуть, уже оволоділи технікою спорудження криниць-колодязів. У лісостепових племен важливу роль відігравало землеробство. З опануванням досконаліших знарядь, виготовлених з бронзи, набуло поширення орне землеробство. Асортимент культурних рослин значно зріс. Поряд з кількома сортами пшениці, ячменю тепер культивуються льон, коноплі, горох, сочевиця. Розвивається садівництво. На розкопках виявлено кісточки вишні, сливи-угорки, насіння ріпи, цибулі, часнику та маку.

## Суспільство
Зі зростанням продуктивності праці створилися умови для посилення майнової нерівності. Про це красномовно свідчать виявлені скарби дорогоцінностей і перші багаті поховання доби бронзи.
Один такий скарб знайдено у 1912 р. поблизу с. Бородіно Бессарабської губернії (тепер в Одеській області), Він містив 11 цілих і 6 фрагментованих предметів; два срібні вістря до списів, втулку від третього, срібний кинджал і чотири шпильки з ромбічною головкою, бронзові платівки від облямівки дерев'яної чаші, чотири кам'яних сокири-молоти і уламки п'ятої, три булави з нефриту, змійовика і алебастру. Частина срібних речей має позолоту. Кам'яні вироби гарної, досконалої форми, відполіровані до блиску. Такі речі в ті часи становили, безперечно, велику цінність. Датується Бородинський (Бессарабський) скарб серединою ІІ тисячоліття до н. е.
У бронзовій добі далі посилюється роль батьківського права в роді, що завершується встановленням патріархальних відносин. Доказами посилення влади чоловіка — патріарха в сім'ї і роді — є парні поховання чоловіка і жінки катакомбної культури, де засвідчено сліди насильницького умертвіння жінки.
В бронзову добу почали частіше споруджувати малі за площею житла, де могла мешкати лише одна сім'я. Цей факт свідчить, напевно, про подальший процес виділення парної сім'ї в роді. З удосконаленням способів пересування по воді і суходолу у бронзовій добі збільшується рухливість населення. Це зумовило розвиток обміну металевими виробами, прикрасами тощо. Пересування і змішування племен бронзової доби були більш властиві південним степовим районам України. Вони нерідко супроводжувались військовими сутичками. У цей час виникали великі етнокультурні утворення.
Археологічне вивчення культур бронзової доби разом з даними порівняльного мовознавства і топоніміки має важливе значення для розв'язання проблеми формування І поширення основних груп індоєвропейців (у тому числі слов'ян, балтів, фракійців, германців, іранців та ін.) та походження багатьох сучасних народів. Дослідження археологічних культур роблять зримим цей процес уже на рубежі ІІІ і II тисячоліть до н. е.

## Періодизація і перелік культур на території України
У межах Східної Європи епоха бронзи датується ІІ початком І тис. до н. е. В цей час з'являється перший штучний метал — бронза. Бронзові знаряддя відігравали велику роль в житті тогочасного населення, однак не витіснили повністю із ужитку кам'яні вироби.
Умовно бронзову добу поділяють на три періоди:[джерело?]
- ранній (ХХХІІ/ХХХ—XXIII сторіччя до н. е.),
- середній (XXIII—XVIII сторіччя до н. е.),
- пізній (XVII—Х/ІХ сторіччя до н. е.).[2]

Культури цих трьох періодів виявлено як у степовій, так і в лісостеповій частинах України.
Карта розселення племен в Україні і суміжних територіях була досить строкатою. За найновішими даними, протягом II тисячоліття до н. е. в межах України виділяється близько 20 археологічних культур. За типом господарства, етнографічними і територіальними ознаками їх можна поділити на три основні групи, а саме:
а) скотарські і землеробсько-скотарські культури лісостепового Правобережжя, Полісся, Волині і Прикарпаття: шнурової кераміки, або бойових сокир, в тому числі городоцько-здовбицька, підкарпатська, стжижовська, середньодніпровська; тшинецька; комарівська; білогрудівська; Ноа.
б) група культур скотарських племен Північного Причорномор'я, Приазов'я та Лівобережжя: ямна; катакомбна (декілька локальних варіантів); зрубна; багатовалікової (багатопружкової) кераміки, в тому числі кам'янсько-лівенцівська група у Криму; мар'янівська; бондарихінська; сабатинівська; білозерська; абашівська (Сіверський Донець).
в) культури Закарпаття: Отомань, Станівська, фракійського гальштату (Ґава-голіградська культура)

## Пізня бронзова доба
В радянській історіографії період пізньої бронзи на території сучасної України розбивали на три послідовні етапи: ранньозрубний, пізньозрубний сабатинівський і пізньозрубний білозерський. Однак нині в цю лінійну схему вносяться корективи і розглядаються три великі культурні спільності: Зрубна у степовому та лісостеповому Лівобережжі, Тшинецько-комарівська у Поліссі та лісостеповому Правобережжі, Ноа-Сабатинівська-Кослодженьська у степовому Правобережжі та Північно-Західному Приазов'ї. Такий підхід обумовлений відсутністю прямої спадковості між пам'ятками зрубної і сабатинівської культур та синхронністю їх існування.
Сучасні археологи епоху пізньої бронзової доби на теренах України розділяють на три етапи:
- багатоваликово-ранньозрубний (XVIIІ—XVI ст. до н. е.);
- зрубно-сабатинівський (XV—XIІІ ст. до н. е.);
- білогрудівсько-білозерський (XII—X ст. до н. е.).

В добу пізньої бронзи майстри ливарної справи вдосконалили техніку лиття металу — раніше для цього використовувалися ливарні форми з глини, а в той час почали застосовувати талькові кам'яні матриці, які дозволяли виготовляти продукцію по 200—300 штук від однієї форми. Також в цей період виділилися три металургійні центри: інгуло-красномаяцький, завадово-лобойківський і кардашинський.